# هوراتیوس بونار

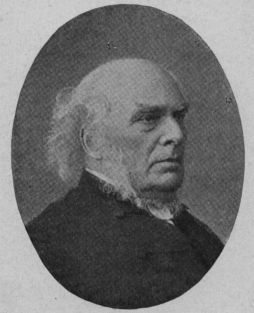
هوراتیوس بونار

هوراتیوس بونار (به انگلیسی: Horatius Bonar) (زاده ۱۹ دسامبر ۱۸۰۸ - درگذشته ۳۱ مه ۱۸۸۹) کشیش و شاعر اسکاتلندی بود.